# Декспантенол
Декспантенол — органический спирт, лекарственное средство, провитамин B5 (один из витаминов группы В), производное пантотеновой кислоты. Он входит в состав фармацевтических и косметических продуктов как компонент для увлажнения кожи, её защиты и лечения её повреждений.
Торговые названия: Д-пантенол, D-пантенол.

## Биологическое действия
Декспантенол в организме превращается в пантотеновую кислоту, которая нужна для работы гормональной системы и участвует в обмене веществ.
В составе косметических средств декспантенол:
- увлажняет кожу — удерживает в ней влагу (в этом он похож на глицерин);
- защищает липидный барьер кожи;
- уменьшает раздражение кожи, снижает зуд (это его свойство используется в средствах, успокаивающих кожу после загара);
- ускоряет заживление ран.

## Физические свойства
При комнатной температуре декспантенол — вязкая жидкость или полутвердое прозрачное вещество (цвет от бесцветного до слегка жёлтого).
Физические свойства декспантенола:
- температура плавления 64–69 ℃;
- температура кипения 118–120 °C;
- плотность 1,20 г/мл при 20 °C;
- показатель преломления 1,495-1,502;
- растворимость — умеренная в воде, метаноле и ДМСО;
- гигроскопичен.

## Химические свойства
Декспантенол стабилен в водных растворах, pH раствора концентрацией 100 г/л при 25 ℃ — 8,5–10,5.

## Фармакологическое действие
Декспантенол переходит в организме в пантотеновую кислоту, которая является составной частью кофермента А и участвует в процессах ацетилирования, углеводном и жировом обмене, в синтезе ацетилхолина, кортикостероидов, порфиринов; стимулирует регенерацию кожи, слизистых оболочек, нормализует клеточный метаболизм, ускоряет митоз и увеличивает прочность коллагеновых волокон. Ацетилхолин, как нейрогуморальный трансмиттер парасимпатического отдела вегетативной нервной системы, поддерживает нормальную секреторную и кинетическую функции кишечника. Оказывает регенерирующее, метаболическое и слабое противовоспалительное действие.

## Применение
В медицине декспантенол используется для устранения сухости кожи и при нарушениях целостности кожных покровов (мелкие повреждения, ожоги (в том числе солнечные), ссадины, буллёзный дерматит, абсцессы, фурункулы, трофические язвы голени, пролежни, трещины, асептические послеоперационные раны, плохо приживающиеся кожные трансплантаты. Применяется при лечении эрозии шейки матки. Также используется для ухода за сосками груди в период лактации (при появлении трещин сосков и воспалении сосков молочной железы).
В косметике и бьюти-индустрии Д-пантенол используется для увлажнения и восстановления кожи, а также для снижения зуда и раздражения. В косметических средствах он обычно содержится в концентрациях от 0,5 до 5,25 % (5250 мг/100 г), при этом 5 % и больше Д-пантенола содержат средства для интенсивного восстановления кожи.

## Безопасность
У декспантенола нет серьёзных противопоказаний в том числе для беременных, он хорошо сочетается с другими биологически активными веществами.